# إليزابيث بيترز
إليزابيث بيترز (بالإنجليزية: Barbara Mertz)‏ (و. 1927 – 2013 م) هي كاتِبة، وعالمة آثار، وعالمة مصريات، وروائية أمريكية، ولدت في كانتون، توفيت في فريدريك، عن عمر يناهز 86 عاماً.

## التعليم
تعلمت في جامعة شيكاغو
.

## جوائز
حصلت على جوائز منها:

جائزة إدغار

## روابط خارجية
- إليزابيث بيترز على موقع ميوزك برينز (الإنجليزية)
- إليزابيث بيترز على موقع ميوزك برينز (الإنجليزية)